# ボイス・バロット・メダル
ボイス・バロット・メダル（英: Buys Ballot Medal）はオランダ王立芸術科学アカデミーから贈られる気象学賞。クリストフ・ボイス・バロットの業績を記念して、1888年に制定された。約10年に一度、気象学に多大な貢献をした個人に授与される。

## 受賞者
- 1893年: ユリウス・フォン・ハン（英語版、ドイツ語版、フランス語版、オランダ語版） (Julius von Hann)
- 1903年: リヒャルト・アスマン 、 アルトゥル・ベルソン
- 1913年: ヒューゴ・ヘールゲゼル（英語版、ドイツ語版、スウェーデン語版）
- 1923年: ネーピア・ショー（英語版、フランス語版、オランダ語版、ポーランド語版） (Sir Napier Shaw)
- 1933年: ヴィルヘルム・ビヤークネス
- 1948年: スヴェレ・ペターセン（英語版、ドイツ語版、フランス語版、ノルウェー語版）
- 1953年: Gustav Swoboda
- 1963年: エリック・パルメン
- 1973年: ジョセフ・スマゴリンスキー（英語版） (Joseph Smagorinsky)
- 1982年: Aksel C. Wiin-Nielsen
- 1995年: ヴィーラバドラン・ラマナサン（英語版） (Veerabhadran Ramanathan)
- 2004年: エドワード・ローレンツ
- 2014年: ブライアン・ホスキンス（英語版） (Brian Hoskins)
- 2023年: サンドリーヌ・ボニー（英語版） (Sandrine Bony)